# Lambangan Wetan
Lambangan Wetan is een bestuurslaag in het regentschap Rembang van de provincie Midden-Java, Indonesië. Lambangan Wetan telt 1406 inwoners (volkstelling 2010).